# Nils van 't Hoenderdaal
Nils van 't Hoenderdaal (Amsterdam, 3 ottobre 1993) è un ex pistard olandese, campione del mondo ed europeo 2018 nella velocità a squadre.

## Palmarès
- 2014

3ª prova Coppa del mondo 2013-2014, Velocità a squadre (Guadalajara, con Matthijs Büchli e Hugo Haak)
Campionati europei, Velocità a squadre Under-23 (con Matthijs Büchli e Jeffrey Hoogland)
- 2015

Campionati europei, Velocità a squadre (con Hugo Haak e Jeffrey Hoogland)
- 2016

Campionati olandesi, Velocità a squadre (con Hugo Haak e Jeffrey Hoogland)
- 2017

1ª prova Coppa del mondo 2017-2018, Velocità a squadre (Pruszków, con Jeffrey Hoogland e Harrie Lavreysen)
- 2018

Campionati del mondo, Velocità a squadre (con Harrie Lavreysen, Jeffrey Hoogland e Matthijs Büchli)
Campionati europei, Velocità a squadre (con Jeffrey Hoogland, Harrie Lavreysen e Roy van den Berg)
2ª prova Coppa del mondo 2018-2019, Velocità a squadre (Milton, con Harrie Lavreysen, Jeffrey Hoogland e Sam Ligtlee)
3ª prova Coppa del mondo 2018-2019, Velocità a squadre (Berlino, con Harrie Lavreysen, Jeffrey Hoogland e Sam Ligtlee)
- 2019

Giochi europei, Velocità a squadre (con Jeffrey Hoogland, Harrie Lavreysen e Roy van den Berg)
1ª prova Coppa del mondo 2019-2020, Velocità a squadre (Minsk, con Jeffrey Hoogland, Harrie Lavreysen e Sam Ligtlee)
2ª prova Coppa del mondo 2019-2020, Velocità a squadre (Glasgow, con Jeffrey Hoogland, Harrie Lavreysen e Sam Ligtlee)

## Piazzamenti

### Competizioni mondiali
- Campionati del mondo su pista

Londra 2016 - Velocità a squadre: 2º
Hong Kong 2017 - Velocità a squadre: 2º
Apeldoorn 2018 - Velocità a squadre: vincitore
- Giochi olimpici

Rio de Janeiro 2016 - Velocità a squadre: 6º

### Competizioni europee
- Campionati europei su pista

Anadia 2011 - Velocità a squadre Junior: 9º
Anadia 2011 - Velocità Junior: 20º
Anadia 2011 - Keirin Junior: 13º
Anadia 2012 - Keirin Junior: 13º
Anadia 2014 - Velocità a squadre Under-23: vincitore
Anadia 2014 - Velocità Under-23: 8º
Baie-Mahault 2014 - Velocità a squadre: 5º
Baie-Mahault 2014 - Chilometro a cronometro: 13º
Baie-Mahault 2014 - Velocità: 11º
Glasgow 2018 - Velocità a squadre: vincitore
- Giochi europei

Minsk 2019 - Velocità a squadre: vincitore